# Пейленвілл (Нью-Йорк)
Пейленвілл (англ. Palenville) — переписна місцевість (CDP) в США, в окрузі Грін штату Нью-Йорк. Населення — 1002 особи (2020).

## Географія
Пейленвілл розташований за координатами 42°11′9″ пн. ш. 74°1′44″ зх. д. / 42.18583° пн. ш. 74.02889° зх. д. (42.185728, -74.028971).  За даними Бюро перепису населення США в 2010 році переписна місцевість мала площу 8,64 км², з яких 8,61 км² — суходіл та 0,02 км² — водойми.

## Демографія
Згідно з переписом 2010 року, у переписній місцевості мешкало 1037 осіб у 447 домогосподарствах у складі 279 родин. Густота населення становила 120 осіб/км².  Було 565 помешкань (65/км²).
Расовий склад населення:
| - 96,0 % — білих - 1,4 % — азіатів - 0,8 % — чорних або афроамериканців - 0,1 % — корінних американців |

До двох чи більше рас належало 1,4 %. Частка іспаномовних становила 3,4 % від усіх жителів.
За віковим діапазоном населення розподілялося таким чином: 19,8 % — особи молодші 18 років, 63,9 % — особи у віці 18—64 років, 16,3 % — особи у віці 65 років та старші. Медіана віку мешканця становила 45,3 року. На 100 осіб жіночої статі у переписній місцевості припадало 91,3 чоловіків;  на 100 жінок у віці від 18 років та старших — 91,7 чоловіків також старших 18 років.
Медіана доходів становила 64 091 долар для чоловіків та 42 308 доларів для жінок. За межею бідності перебувало 6,1 % осіб, у тому числі 0,0 % дітей у віці до 18 років та 0,0 % осіб у віці 65 років та старших.
Цивільне працевлаштоване населення становило 399 осіб. Основні галузі зайнятості: освіта, охорона здоров'я та соціальна допомога — 32,3 %, роздрібна торгівля — 16,3 %, будівництво — 9,5 %, науковці, спеціалісти, менеджери — 8,8 %.